# Biolixiviación
La biolixiviación es la extracción de metales desde minerales o minas a través del uso de organismos vivos, generalmente microorganismos. Esto es más rentable económicamente y con menor impacto en el medio ambiente que la tradicional lixiviación que utiliza compuestos químicos, alta temperatura y/o alta presión. La biolixiviación es una de varias aplicaciones dentro de la biohidrometalurgía que comprende varios métodos que permiten obtener cobre, zinc, plomo, arsénico, antimonio, níquel o cobalto a través de la disolución del mineral asistida por microorganismos. En los casos de metales preciosos tales como el oro y la plata, el proceso se denomina biooxidación, donde no hay disolución del metal, sino exposición a la acción de otro agente lixiviante como el cianuro.

## Proceso
Biolixiviación puede englobar un gran número de microorganismos capaces de oxidar hierro y/o azufre, incluyendo especies de bacterias de los géneros Acidithiobacillus, Leptospirillum  y Sulfobacillus, entre otras, así como arqueas de los géneros Ferroplasma, Acidiplasma, Metalosphaera y Sulfolobus, etc. Como principio general, los iones de hierro oxidado o ion férrico (Fe3+)  suelen oxidar el mineral sulfurado, que es la forma más abundante en la que se encuentran la mayoría de los metales en la corteza terrestre. Este ion férrico es generado principalmente por la actividad ferrooxidante de microorganismos que utilizan el hierro reducido o ion ferroso (Fe2+) como fuente de energía. Una de las principales funciones de los microorganismos es catalizar la regeneración de ion férrico que actúa como agente oxidante de la mena. Asimismo, los microorganismos llevan a cabo otras reacciones como por ejemplo la oxidación del azufre que se forma a partir de la liberación del ion sulfuro (S2-) que se genera en la oxidación del mineral. En las reacciones microbianas de oxidación se utiliza principalmente al oxígeno como aceptor final de electrones, por lo que los procesos de biolixiviación son fundamentalmente aeróbicos. El resultado de la biolixiviación es la generación de cationes metálicos solubles que pueden ser purificados y refinados a futuro para obtener el metal deseado.
La Biolixiviación de Pirita (FeS2):
En el primer paso, el disulfuro es espontáneamente oxidado a tiosulfato por el ion férrico (Fe3+), el cual como consecuencia es reducido a ion ferroso (Fe2+):
(1)   {\displaystyle \mathrm {FeS_{2}+6\ Fe^{\,3+}+3\ H_{2}O\longrightarrow 7\ Fe^{\,2+}+S_{2}O_{3}^{\,2-}+6\ H^{+}} }espontáneo
El ion ferroso es entonces oxidado por las bacterias que utilizan oxígeno:
(2)    (agentes oxidantes de hierro){\displaystyle \mathrm {4\ Fe^{\,2+}+\ O_{2}+4\ H^{+}\longrightarrow 4\ Fe^{\,3+}+2\ H_{2}O} }
Tiosulfato también es oxidado por bacterias para dar sulfato:
(3)    (agentes oxidantes de azufre){\displaystyle \mathrm {S_{2}O_{3}^{\,2-}+2\ O_{2}+H_{2}O\longrightarrow 2\ SO_{4}^{\,2-}+2\ H^{+}} }
El ion férrico producido en la reacción (2) oxida más sulfato como en la reacción (1), cerrando el ciclo y dado la reacción neta:
(4){\displaystyle \mathrm {2\ FeS_{2}+7\ O_{2}+2\ H_{2}O\longrightarrow 2\ Fe^{\,2+}+4\ SO_{4}^{\,2-}+4\ H^{+}} }
Los productos netos de la reacción son sulfato de hierro(ll) soluble y ácido sulfúrico.
El proceso de oxidación microbiano ocurre en la membrana externa de los microorganismos, donde se alojan proteínas capaces de capturar electrones de valencia disponibles en elementos oxidables. Estos electrones son transportados al interior de las células mediante cadenas de transferencia de electrones constituidos por proteínas en procesos bioquímicos capaces de producir energía disponible para los distintos procesos metabólicos celulares, siendo finalmente capturados por el oxígeno que se reduce formado agua.
El proceso de biolixiviación de minerales sulfurados de cobre es muy similar, pero la eficacia y cinética dependen de la especie mineralógica de cobre. Los minerales más amigables a la biolixiviación son aquellos de origen secundario tales como la calcosina (Cu2S). Sin embargo minerales de origen primario como la calcopirita (CuFeS2) son altamente refractarios, por lo que la tecnología de producción de cobre a partir de sulfuros primarios continúa siendo la pirometalurgia que incluye procesos de flotación y fundición. Sin embargo,  en la actualidad y dada la baja en la ley o contenido de cobre en los minerales que están siendo explotados, sumado a lo intensivo del uso de energía y agua de los procesos pirometalúrgicos, la biolixiviación está demostrando ser una alternativa viable para la producción de cobre a escala industrial.
Biolixiviación de la Calcopirita:
(1)    {\displaystyle \mathrm {CuFeS_{2}+4\ Fe^{\,3+}\longrightarrow Cu^{\,2+}+5\ Fe^{\,2+}+2\ S_{0}} }

(2)    (Agentes oxidantes de hierro){\displaystyle \mathrm {4\ Fe^{\,2+}+O_{2}+4\ H^{+}\longrightarrow 4\ Fe^{\,3+}+2\ H_{2}O} }

(3)    (Agentes oxidantes de azufre){\displaystyle \mathrm {2\ S^{0}+3\ O_{2}+2\ H_{2}O\longrightarrow 2\ SO_{4}^{\,2-}+4\ H^{+}} }
Reacción neta:
(4){\displaystyle \mathrm {CuFeS_{2}+4\ O_{2}\longrightarrow Cu^{\,2+}+Fe^{\,2+}+2\ SO_{4}^{\,2-}} }
En general, los sulfuros son oxidados a azufre elemental primero, mientras que los disulfuros son oxidados para dar tiosulfato, y los procesos pueden ser aplicados a otras menas sulfuradas. La biolixiviación de menas no-sulfura como la pechblenda (UO2) también utiliza el ion férrico como agente oxidante (p. ej., UO2 + 3Fe3+ ==> UO23+ + 3Fe2+). Nuevamente, los microorganismos actúan como catalizadores de la re-generación de ion férrico. Menas de hierro sulfurosas pueden ser añadidas para acelerar el proceso y proporcionar una fuente de hierro..

## Obtención de Metales por Biolixiviación
El catión metálico disuelto (Mn+) tras la oxidación y disolución del sulfuro metálico contenido en el mineral, es extraído mediante un compuesto orgánico de alta afinidad en el proceso de extracción por solvente, el cual captura selectivamente los cationes metálicos de interés desde la solución. Por ejemplo el cobre es extraído por vinculación a compuestos orgánicos del tipo oximas, que son moléculas orgánicas que constan de grupos con capacidad de unir cobre soluble en forma selectiva. El complejo cobre-oxima se extrae usando un solvente orgánico como el kerosene:
Cu2+(aq) + 2LH(orgánico) → CuL2(orgánico) + 2H+(aq)
Ya que este complejo no tiene carga, no es atraído por moléculas polares como el agua por lo que se disuelve en el kerosene, siendo fácilmente separado de la solución. Dado que la reacción del complejo cobre-oxima es reversible,  está determinada por el pH. Añadiendo ácido concentrado se invierte la reacción liberando el cobre desde el complejo, lo que permite que los iones de cobre vuelven a la solución acuosa generando una solución enriquecida en cobre que se denomina electrolito.
La solución electrolito se somete a un proceso electro-químico para aumentar su pureza: Una corriente eléctrica pasa a través de la solución electrolito rica en iones de cobre. Ya que los iones de cobre tienen una carga positiva, son atraídos a los cátodos con carga negativa, siendo reducidos y depositados como cobre metálico (Cu°).
Alternativamente, el cobre también puede ser precipitado desde la solución a través de la reducción a cobre metálico utilizando chatarra de hierro:
Cu2+(aq) + Fe(s) → Cu(s) + Fe2+(aq)

## Biolixiviación con hongos
Varias especies de hongos están presentes en los procesos de biolixiviación. Experiencias anteriores han mostrado que especies de hongos de los géneros Aspergillus y Penicillium son capaces de disolver cobre y estaño en un 65 %, y aluminio, níquel, plomo y cinc en más de un 95 %. Esta capacidad se atribuye a la producción de ácidos orgánicos que solubilizan algunas especies minerales reactivas. Por ejemplo, la especie de hongo Aspergillus niger puede producir ácido cítrico.

## Comparación con otras técnicas de extracción
Como se mencionó anteriormente, los procesos pirometalúrgicos son altamente intensivos en el uso de energía y agua, lo que limita su aplicación para la producción de cobre a escala industrial desde minerales con menor ley, fenómeno que se observa actualmente en muchos yacimientos. Es por ello que la biolixiviación está demostrando ser una alternativa costo-efectiva. Lo anterior sumado al impacto ambiental que actualmente tienen los procesos de fundición, a los altos costos de inversión para subsanar las emisiones atmosféricas asociadas, y a la baja en el precio de los commodities, están inclinando la balanza hacia tecnologías alternativas y más sustentables como la biolixiviación.

### Ventajas de la biolixiviación
- Económico: La biolixiviación es en general más simple y de menor costo, y por lo tanto más fácil y barato de instalar, operar y mantener que los procesos tradicionales.
- Medioambiental: El proceso no requiere de procesos de molienda y en algunos casos de chancado cuando se trabaja con mineral de granulometría gruesa, lo que implica un menor gasto energético. El consumo de agua se realiza en circuitos cerrados de soluciones, con recuperación del agua sobre un 95 % y sin generación de residuos como los relaves del proceso de flotación. La biolixiviación no implica emisiones directas de material particulado fino, óxidos de azufre ni de otros gases contaminantes como ocurre con el proceso de fundición. Sobre la base de lo antes expuesto, la biolixiviación es ambientalmente más sustentable que los métodos de extracción tradicional.
- Concentración de mena: La biolixiviación puede ser usada para extraer metales de menas que son muy poco concentradas para otras tecnologías.

### Desventajas de la biolixiviación
- Económico: El proceso de biolixiviación es un proceso más lento donde el catión metálico se obtiene en periodos de tiempo mayor en comparación con los procesos de flotación y fundición. Asimismo, la eficiencia de extracción de la biolixiviación es menor dependiendo del tipo de mineral y el grado de exposición de la mena. Esto en algunos casos puede significar en un retraso significativo del flujo de efectivo para la operación.

- Medioambiental: La generación de drenajes ácidos con contenidos significativos de ácido sulfúrico y metales pesados, producto de la actividad microbiana no controlada, constituye el principal impacto ambiental de la biolixiviación. Sin embargo, este fenómeno se da también en procesos convencionales, en particular en regiones con precipitaciones significativas, donde no se ha planificado y realizado un adecuado abandono de la faena minera.